# جان پندلتن کینگ
جان پندلتن کینگ (به انگلیسی: John Pendleton King) سناتور سابق عضو حزب دموکرات ایالات متحده آمریکا بود. وی در سال ۱۸۳۳ تا ۱۸۳۷ میلادی سناتور ایالت جورجیا در سنای ایالات متحده آمریکا بود.